# Trimetals
Trimetals est une entreprise anglaise spécialisée dans la construction et la vente d’unités de rangement extérieur en métal.

## Histoire
Trimetals a été fondée en Angleterre en 1967 sous le nom de SESAME engineering. Son activité tournait essentiellement autour de la fabrication de pièces en métal pour différentes industries tel que l’automobile, le bâtiment ou encore les imprimeries.
À la fin des années 80, SESAME prend le nom définitif de Trimetals. Ainsi tout en conservant ses compétences industrielles d’origine, Trimetals passe de l’ingénierie et à la sous-traitance, à l’entreprise commerciale spécialisée dans la fabrication et la commercialisation de solutions de rangements extérieurs. Ses principaux marchés deviennent alors l’hôtellerie de plein air, le jardin, le bricolage et les équipements des établissements privés et publics. 
Aujourd’hui, Trimetals est le leader en Angleterre dans son secteur et fait partie d’un des principaux acteurs en Europe en matière d’unité de rangement métallique extérieur.

## Gamme de Produit
Trimetals a développé un matériau métallique qui rend ses produits solides et résistants au feu.
Trimetals dispose d’une gamme de 6 articles :
- Armoires en métal
- Abris à vélos
- Abris en métal
- Coffre pour camping car
- Rangements pour bouteilles de gaz
- Marchepieds